# Lost Horizon
Lost Horizon är ett svenskt power metal-band från Göteborg, bildat 1998. I bandet ingår Attila Publik (keyboard), Christian Nyqvist (trummor), Wojtek Lisicki (gitarr, sång) och Martin Furängen (bas) och ex-medlemmarna Daniel Heiman (sång) och Fredrik Olsson (gitarr). Bandet har släppt två album, Awakening the World och A Flame to the Ground Beneath.
Daniel Heiman och Fredrik Olsson startade bandet Heed när de lämnade Lost Horizon. Bandet var aktivt 2004–2008 och släppte ett studioalbum, The Call 2005.

## Medlemmar
Senaste medlemmar
- Cosmic Antagonist (Martin Furängen) – basgitarr (1990–1995, 1998–?)
- Transcendental Protagonist (Wojtek Lisicki) – gitarr (1990–1995, 1998–2003, 2004–?)
- Preternatural Transmogrifier (Christian Nyqvist) – trummor (1992–1995, 1998–?)
- Perspicacious Protector (Attila Publik) – keyboard (2002–?)

Tidigare medlemmar
- Baskim Zuta – gitarr
- Stefan Elmgren – gitarr
- Niclas Lideskär – sång (1999-2000)
- Patrik Räfling – trummor (1990–1992)
- Michael Nicklasson – gitarr (1990–?)
- Joacim Cans – sång (1990-?)
- Ethereal Magnanimus (Daniel Heiman) – sång (1999–2004)
- Equilibrian Epicurius (Fredrik Olsson) – gitarr (2002–2004)

Turnerande medlemmar
- Mats Karlsson – trummor
- Hans Boström – gitarr (2003)

## Diskografi
Studioalbum
- 2001 – Awakening the World
- 2003 – A Flame to the Ground Beneath